# Sergei Babayan
Pour les articles homonymes, voir Babayan.
Sergei Babayan (né le 1er janvier 1961, à Gyumri, en République socialiste soviétique d'Arménie) est un pianiste arménien, naturalisé américain.

## Biographie
Il amorce ses études musicales à l'âge de 6 ans avec Luisa Markaryan. Il devient l'élève de Lev Naumov, puis entre au Conservatoire Tchaïkovski de Moscou où il étudie sous la direction de Vera Gornostayeva et de Mikhail Pletnev.
En 1989, il s'installe aux États-Unis. La même année, il remporte le Concours International de piano de Cleveland - Robert Casadesus. En 1991, il obtient une 10e place au Concours musical international Reine-Élisabeth-de-Belgique. Il décroche le premier prix du Scottish International Piano Competition de Glasgow et une 3e place au Concours international de piano Ferruccio Busoni 1992.
Il interprète souvent en concert de la musique romantique, notamment des compositions de Sergueï Rachmaninov, ainsi que des œuvres contemporaines de Witold Lutosławski, György Ligeti, Carl Vine et Arvo Pärt. Il s'est produit comme soliste avec l'Orchestre national de Belgique, l'Orchestre de Cleveland et sous la direction de Valeri Guerguiev, Iouri Temirkanov, Neeme Järvi, Hans Graf, David Robertson et Kazimierz Kord. Il donne aussi fréquemment des récitals centrés sur l'interprétation des compositions pour le clavier de Johann Sebastian Bach.
Il a enregistré quelques CD pour les labels Connoisseur Society, Discover Records et Pro Piano Records.
En 1996, il fonde le Sergei Babayan International Piano Academy au Cleveland Institute of Music. Il compte parmi ses élèves le pianiste Daniil Trifonov.
Pendant la saison 2017-2018, Babayan et sa partenaire de longue date Martha Argerich jouent dans diverses salles de concerts d'Allemagne et de Suisse des transcriptions pour deux pianos, signées par Babayan lui-même, de suites de ballets et de musiques de scène et de films de Prokofiev. Cela se traduit en 2018 par un enregistrement, sous étiquette Deutsche Grammophon, intitulé Prokofiev for Two, plébiscité par la presse internationale, et qui reçoit en France un Diapason d'or en mai 2018.